# 히가시쿠시라정
히가시쿠시라정(일본어: 東串良町)은 일본 가고시마현 오스미반도에 있는 기모쓰키군의 정이다.
시부시만을 매립해 석유비축 기지가 건설되고 있다.

## 지리
오스미반도 동부에 위치하고 시부시만과 접한다. 정역 전체가 기모쓰키 평야로 이루어져 있다.

### 인접한 자치체
- 가노야시
- 기모쓰키군 기모쓰키정
- 소오군 오사키정

## 역사
- 1889년 4월 1일 - 정촌제 시행과 함께 히가시쿠시라촌이 성립하였다.
- 1932년 10월 1일 - 히가시쿠시라촌이 정으로 승격해 히가시쿠시라정이 되었다.

## 산업
농업, 축산업, 수산업이 이루어진다.

## 교통

### 도로
- 국도 220호선
- 국도 448호선